# Budo-Ryżany
Budo-Ryżany (ukr. Будо-Рижани, hist. pol. Buda Ryżyńska, Buda Ryżańska) – wieś na Ukrainie, w obwodzie żytomierskim, w rejonie żytomierskim, w hromadzie Horoszów. W 2001 liczyła 269 mieszkańców, spośród których 257 wskazało jako ojczysty język ukraiński, 4 rosyjski, 1 węgierski, 3 romski, a 4 polski.